# 모제자 아슈라프 모날리사
모제자 아슈라프 모날리사(벵골어: মোজেজা আশরাফ মোনালিসা, 1987년 10월 5일 ~ )는 방글라데시의 배우, 모델, 댄서이다.